# بيبي واين
بيبي واين (بالإنجليزية: Baby Wayne)‏ هو موسيقي جامايكي، ولد في 1968، وتوفي في 28 أكتوبر 2005.